# سید شهاب‌الدین صدر
سید شهاب‌الدین صدر (زادهٔ ۱۳۴۰ در تهران) سیاستمدار و پزشک ایرانی است. وی هم‌اکنون استاد دانشگاه علوم پزشکی تهران، وی همچنین سابقه ریاست سازمان نظام پزشکی، رئیس کمیسیون بهداشت مجلس هشتم و عضو شورای عالی انقلاب فرهنگی و نمایندگی شهر تهران در دوره‌های چهارم، پنجم و هشتم مجلس شورای اسلامی و معاونت وزیر بهداشت را نیز دارد.

## زندگی
صدر در دبستان دانش، مدرسه راهنمایی اخباری، مدرسه راهنمایی اثنی‌عشری و دبیرستان دارالفنون تحصیلات خود را گذراند. یکسال بعد از انقلاب ۱۳۵۷ وارد دانشکده پزشکی دانشگاه علوم پزشکی تهران شد. وی در دوران دانشجویی به عضویت انجمن اسلامی دانشگاه علوم پزشکی تهران درآمد و مسئول جهاد دانشگاهی دانشکده پزشکی (۶۴-۱۳۵۹)، عضو شورای مدیریت دانشکده پزشکی (۶۴-۱۳۶۰) و سپس عضو کمیسیون مشورتی شورای عالی انقلاب فرهنگی (۱۳۶۴ تاکنون) شد. در سال ۱۳۶۶ دوره دکتری پزشکی را به پایان رساند و در همین سال معاون وزارت بهداشت، درمان و آموزش پزشکی شد و تا سال ۱۳۷۱ در این پست باقی ماند. در سال ۱۳۶۹ دوره تخصصی فیزیولوژی پزشکی را به اتمام رساند و یک سال بعد وارد مجلس شد و در دو دوره پیاپی چهارم و پنجم به عنوان نماینده تهران عضو مجلس بود.
او در حال حاضر (۱۳۸۹) استاد دانشگاه علوم پزشکی تهران است و فیزیولوژی (قلب و غدد درون‌ریز) تدریس می‌کند و عضو گروه مؤلفین کتاب فیزیولوژی دانشگاه علوم پزشکی تهران است. وی در گذشته عضو شورای عالی آموزش مداوم جامعه پزشکی کشور (۱۳۷۹-۱۳۷۵)، عضو شورای عالی آموزش علوم پایه و بهداشت کشور (۱۳۷۹-۱۳۷۵)، عضو کمیته اخلاق در پژوهش وزارت بهداشت (۷۳-۷۰)، عضو هیأت ممتحنه و ارزشیابی دانشنامه تخصصی فیزیولوژی (۷۳-۷۸) و عضو گروه تحقیقات فیزیولوژی، ایمونولوژی، بیوشیمی معاونت پژوهشی وزارت بهداشت(۷۲-۷۶) نیز بوده‌است.
صدر در انتخابات ریاست جمهوری ۱۳۷۶ از علی‌اکبر ناطق نوری حمایت کرد، در انتخابات ریاست جمهوری ۱۳۸۰ کاندیدا شد و در در رقابت با ۹ کاندیدای دیگر (سید محمد خاتمی، احمد توکلی، علی شمخانی، عبدالله جاسبی، حسن غفوری فرد، سید منصور رضوی، علی فلاحیان، مصطفی هاشمی طبا و سید محمود کاشانی) هفتم شد. صدر در انتخابات ریاست جمهوری ۱۳۸۴ از هاشمی رفسنجانی حمایت کرد.
پیش از انتخابات ریاست جمهوری ۱۳۸۸ برخی از اعضای جامعه روحانیت مبارز و حزب مؤتلفه پیشنهاد نامزدی در انتخابات را به او ارائه کردند ولی او از پاسخ صریح خودداری کرد و وقتی که مهندس میرحسین موسوی نامزدی خود را برای انتخابات اعلام کرد صدر که در جایگاه نایب رئیس جبهه پیروان خط امام و رهبری، ائتلافی از نیروهای اصول‌گرا، قرار داشت، از بررسی نامزدی آقای موسوی توسط این تشکل خبر داد ولی پس از آنکه این جبهه تصمیم نهایی خود را مبنی بر حمایت از محمود احمدی‌نژاد اعلام کرد، صدر هم به جرگه حامیان احمدی‌نژاد پیوست.
در دو سال اول مجلس هشتم وی ریاست کمیسیون بهداشت را علی‌رغم حضور دو وزیر سابق بهداشت (سید علیرضا مرندی و مسعود پزشکیان) برعهده گرفت. در سال اول و دوم مجلس برای رسیدن به کرسی نایب رئیسی ناکام ماند اما در سال سوم در خرداد ۱۳۸۹ توانست بر محمدرضا باهنر در انتخابات درون‌فراکسیونی و بر مسعود پزشکیان در انتخابات رسمی غلبه کند و نایب رئیس دوم مجلس شورای اسلامی شود.
شهاب‌الدین صدر که برای شرکت در نهمین دوره انتخابات مجلس کاندیدا شده بود، صلاحیت‌اش مورد تأیید قرار نگرفت.

## مناصب
- مسئول جهاد دانشگاهی دانشکده پزشکی ۱۳۵۹–۱۳۶۴
- معاون وزیر بهداشت ۱۳۶۶–۱۳۷۳
- عضو شورای مرکزی جهاد دانشگاهی کشور ۱۳۶۸–۱۳۷۰
- سرپرست هیئت پزشکی حج ۱۳۶۹–۱۳۷۷
- دبیر هیئت مرکزی گزینش دستیار وزارت بهداشت ۱۳۶۸–۱۳۷۱
- نماینده مردم تهران در دوره چهارم و پنجم و هشتم مجلس شورای اسلامی و نایب رئیس و رئیس کمیسیون بهداری و نایب رئیس مجلس
- رئیس کل سازمان نظام پزشکی جمهوری اسلامی ایران ۱۳۷۵–۱۳۷۹ و نیز ۱۳۸۳ تا ۱۳۹۱
- رئیس سازمان نظام پزشکی تهران (۱۳۷۹ تاکنون)
- رئیس هیئت عالی انتظامی نظام پزشکی کشور (۱۳۸۱ تاکنون)
- رئیس سازمان پزشکی قانونی کشور ۱۳۸۱–۱۳۸۵
- عضو هیئت مؤسس و دبیرکل انجمن اسلامی پزشکان ایران
- عضو فرهنگستان علوم پزشکی
- عضو هیئت امنای دانشگاه آزاد